# Sancho IV. (Navarra)
Sancho IV., der von Peñalén, (spanisch Sancho el de Peñalén; * 1040; † 4. Juni 1076 in Peñalén, Provinz Guadalajara) war von 1054 bis 1076 König von Navarra aus dem Haus Jiménez.

## Leben
Sancho war der älteste Sohn des Königs García III. von Navarra und dessen Ehefrau Stefanie (Estefania) von Foix, Tochter des Grafen Bernhard Roger von Foix.
Nachdem sein Vater im Kampf gegen ein Heer seines Bruders Ferdinand I. von Kastilien-León auf dem Schlachtfeld gefallen war, wurde Sancho 14-jährig zum König gekrönt. Damit Ferdinand I. Frieden mit ihm schloss und die Krönung duldete, musste Sancho ihm den Lehnseid schwören und dessen Vasall werden. Sanchos Regierungszeit war weiterhin von heftigen Machtkämpfen zwischen den christlichen Reichen des Nordspaniens geprägt, die nach dem Tode Sanchos des Großen 1035 unter dessen Söhne aufgeteilt worden waren. Andererseits war das muslimische Herrschaftsgebiet in 25 Taifa-Reiche zersplittert, die sich gegen Zahlung von Tributen um Schutz und Waffenhilfe der christlichen Königreiche bemühten. So versprach Sancho IV. 1069 dem Hudiden-Emir von Saragossa, Ahmad I. al-Muqtadir, ihm gegen einen monatlichen Tribut von 1.000 Goldstücken gegen das feindliche Kastilien beizustehen und keine französischen Gastritter gegen ihn aufzubieten.
Sancho IV. regierte selbstherrlich und überwarf sich mit den meisten führenden Adelsfamilien seines Königreiches, die sich daraufhin gegen ihn verschworen, und mit seiner eigenen Familie. 1076 wurde er in seiner Lieblingspfalz Peñalén von seinem Bruder Ramón ermordet. Die dadurch eingetretene Lage nutzten seine Vettern Sancho I. von Aragón und Alfonso VI. von Kastilien-León und teilten das Reich unter sich auf, wobei Alfonso VI. die baskisch-kantabrischen Gebiete besetzte und Sancho I. den restlichen Großteil des Königreichs Navarra annektierte und zur Grafschaft degradierte.
Nach 1068 heiratete Sancho IV. die franko-normannische Adlige Placencia († nach 1088). Mit ihr hatte er zwei Söhne:
- García († jung)
- García († nach 1091), 1076 Titularkönig

Außerdem hatte er mit einer Mätresse namens Jimena zwei außereheliche Kinder:
- Raimund (* vor 1071; † nach 1110), Herr von Esquiroz
- Urraca († nach 1072)

Sancho IV. wurde im Kloster Santa María la Real de Nájera bestattet.